# DCM-B
Il Deployable CIS Module - Bravo è un reparto NATO completamente italiano con sede a Grazzanise, formato sin dalla costituzione da personale professionista (ufficiali e sottufficiali) dell'Esercito Italiano, della Marina Militare Italiana e dell'Aeronautica Militare Italiana. L'anno ufficiale di costituzione è il  2004 (1º ottobre) ma era già esistente sotto altra denominazione dal 1996. Trae origine dalla necessità della NATO, nella sua componente delle telecomunicazioni, di passare da organizzazione statica difensiva a organizzazione mobile e rapida per le numerose crisi nate dopo la fine del Patto di Varsavia e il crollo della Jugoslavia.
Per questi motivi la NATO - più precisamente NCSA (NATO CIS and SYSTEM AGENCY) - ha creato due battaglioni trasmissioni (1st e 2nd) suddivisi in quattro Deployable CIS Module ognuno dotato di sistemi di trasmissione idonei ad assicurare collegamenti Radio, telefonici e dati in qualsiasi area di crisi in breve tempo.
Il personale del reparto è stato impiegato nei vari teatri operativi della NATO come avanguardia per attivare in breve tempo collegamenti via satellite fra i Comandi sul territorio delle operazioni ed il Comando della NATO.
Il reparto, composto da un Ufficiale comandante e da 50 sottufficiali specialisti provenienti da diversi reparti delle trasmissioni dell'Esercito e dell'Aeronautica militare, ha partecipato con successo ed alto rendimento a numerose esercitazioni NATO, Americane ed Italiane sia in Italia che all'estero e si è distinto in varie campagne della NATO sin dal 1996: Croazia, Bosnia, Albania, Macedonia, Kosovo, Iraq, Afghanistan.